# Solveig Horne
Solveig Horne (Haugesund, 12 januari 1969) is een Noors politica. Van oktober 2013 tot januari 2018 was zij minister in het kabinet-Solberg.

## Biografie
Horne werd geboren in Haugesund in de provincie Rogaland. Ze groeide op in Etne in de streek Sunnhordland. Haar vader was automonteur, haar moeder verpleegster. Horne volgde een beroepsopleiding en werkte een aantal jaren als winkelbediende.
In 1995 werd ze voor Fremskrittspartiet gemeenteraadslid in haar woonplaats Sola. Later werd ze ook gekozen in de provincieraad van Rogaland. Horne werd bij de landelijke verkiezingen van 2005 voor het eerst tot lid van de Storting gekozen. Zij zit sindsdien onafgebroken in het parlement. 
Bij de vorming van het kabinet-Solberg in 2013 kreeg zij de portefeuille Gezin en Emancipatie, waaronder de eerste twee jaar ook Integratie viel. Dat deel van haar portefeuille stootte ze af in 2015 toen er een aparte minister voor Immigratie en Integratie werd aangesteld. In januari 2018 verdween zij uit het kabinet en nam zij haar zetel in de Storting weer in. 